# Jochen Jung

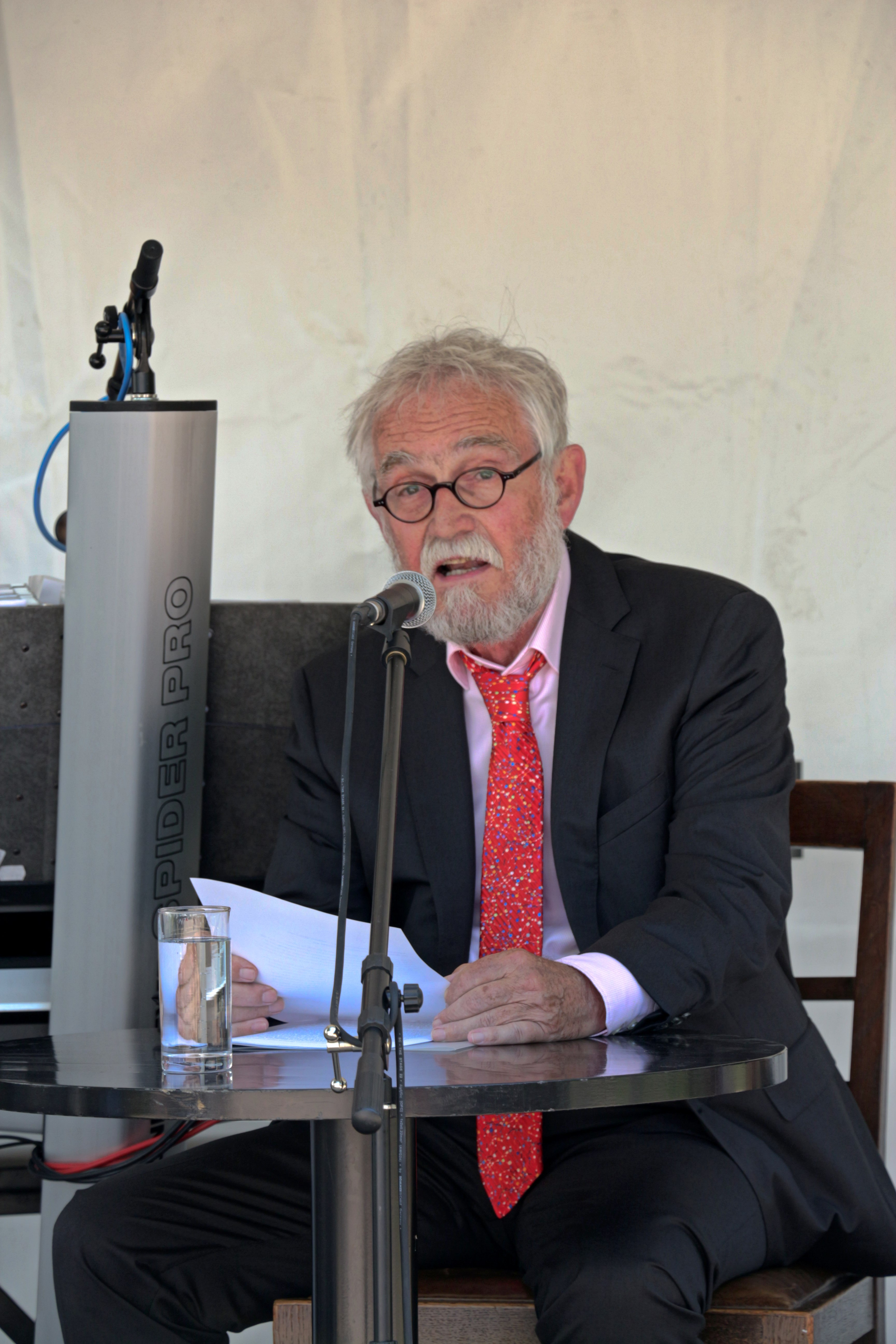
Jochen Jung in Salzburg 2015

Jochen Jung (Pseudonym: Gottlieb Amsel; * 5. Januar 1942 in Frankfurt am Main) ist ein österreichischer Verleger, Schriftsteller und Kunstsammler.

## Leben
Jochen Jung wuchs in Eckernförde auf. Er studierte Germanistik und Kunstgeschichte an den Universitäten in München, Tübingen, Zürich und Berlin. 1972 promovierte er an der Universität München mit einer Arbeit über den Schriftsteller Wilhelm Lehmann zum Doktor der Philosophie. Von 1973 bis 1975 war Jung als Lektor im Moos-Verlag tätig und ab 1975 im Salzburger Residenz-Verlag. Von 1983 bis 2000 war er Geschäftsführer dieses Verlages. Im Jahre 2000 gründete er den eigenen Jung-und-Jung-Verlag. Im November 2021 wurde der Verkauf des Verlages an den Schweizer Kampa Verlag bekannt.
Jochen Jung ist neben seiner verlegerischen Tätigkeit Verfasser von erzählerischen Werken und Herausgeber zahlreicher Anthologien.
Jochen Jung ist seit 2001 Mitglied des PEN-Zentrums Deutschland. 2003 erhielt er das Österreichische Ehrenkreuz für Wissenschaft und Kunst I. Klasse, 2005 den Buchpreis der Salzburger Wirtschaft. Seit 2014 ist er Mitglied der Akademie der Wissenschaften und der Literatur.
Einblicke in die Kunstsammlung von Jochen Jung gab u. a. im März/April 2018 die Salzburger Galerie Welz; sie zeigte Zeichnungen und Tempera seines Kollegen und Freundes Walter Pichler.

## Werke
- Mythos und Utopie, Tübingen 1975
- Ein dunkelblauer Schuhkarton, Innsbruck 2000
- Täglich Fieber, Innsbruck 2003
- Venezuela, Innsbruck [u. a.] 2005
- Allerleirauh und allerlei Zartes, Stuttgart 2007
- Das süße Messer, Innsbruck [u. a.] 2009
- Wolkenherz. Eine Geschichte, Innsbruck [u. a.] 2012
- Zwischen Ohlsdorf und Chaville: Die Dichter und ihr Geselle, Innsbruck [u. a.] 2015
- Das alte Spiel: Gedichte, Innsbruck [u. a.] 2017

## Herausgeberschaft
- Märchen, Sagen und Abenteuergeschichten auf alten Bilderbogen, Gräfelfing (vor München) 1974
- Glückliches Österreich, Salzburg [u. a.] 1978
- Deutschland, Deutschland, Salzburg [u. a.] 1979
- Ich hab im Traum die Schweiz gesehn, Salzburg [u. a.] 1980
- Kleines österreichisches Wörterbuch, Salzburg 1980
- Mein(e) Feind(e), Salzburg [u. a.] 1982
- Über das Glück, Salzburg [u. a.] 1983
- Vom Reich zu Österreich, Salzburg [u. a.] 1983
- Was Kritiker gerne läsen, Salzburg [u. a.] 1984
- Österreichische Porträts, Salzburg
  - 1 (1985)
  - 2 (1985)
- Lob der Faulheit, Salzburg [u. a.] 1986
- Träume, Salzburg [u. a.] 1987
- Reden an Österreich, Salzburg [u. a.] 1988
- Was mich tröstet, Salzburg [u. a.] 1988
- Paare, Salzburg [u. a.] 1989
- Querlandein, Salzburg [u. a.] 1995 (herausgegeben zusammen mit Angelika Klammer)
- Die großen Österreicher, Salzburg [u. a.] 1998
- Johann Wolfgang von Goethe: Goethes schlechteste Gedichte, Salzburg [u. a.] 1999 (herausgegeben unter dem Namen Gottlieb Amsel)
- Kleine Fibel des Alltags, Salzburg [u. a.] 2002
- Die einzige Rettung: Schönheit, Salzburg [u. a.] 2010